# Златният боец
„Златният боец“ (на японски: 黄金戦士ゴールド・ライタン Ōgon Senshi Gōrudo Raitan) е японска аниме поредица от 1981 – 1982 г.

## „Златният боец“ в България
В България сериалът е излъчен три пъти. Премиерата му е на 2 юни 2007 г. по Канал 1. Третото му излъчване започва на 12 август 2009 г. по обновения БНТ 1, всеки делник от 06:45 по един епизод, а в събота и неделя от 07:10 или 07:15 по два епизода. Дублажът е на „Арс Диджитал Студио“.
| Преводач                     | Алия Бас                                                 |
| Текст и музикален аранжимент | Десислава Софранова                                      |
| Вокални изпълнители          | Ненчо Балабанов Тони                                     |
| Тонрежисьори                 | Венцислав Велев Ивайло Начев                             |
| Озвучаващи артисти           | Елена Русалиева Силвия Русинова Борис Чернев Васил Бинев |